# Prix Samuel Eliot Morison de littérature navale
Le prix Samuel Eliot Morison de littérature navale a été créé par la commanderie de New York du Naval Order of the United States (en) en 1976 pour honorer la mémoire du vice-amiral Samuel Eliot Morison.

## Lauréats (liste partielle)
- 1984 Lieutenant général Victor Krulak, First to Fight.

- 1989 Hon. John Lehman, Command of the Seas.

- 1999 Capitaine Edward Latimer Beach, Jr., Salt and Steel.
- 2000 Brigadier général Edwin H. Simmons (en), Dog Company Six.
- 2001 Professeur Donald Chisolm, Waiting for Dead Man's Shoes.
- 2002 Dr. Norman Friedman (en), Sea Power as Strategy.
- 2003 Hon. John F. Lehman, On Seas of Glory.
- 2004 James D. Hornfischer, The Last Stand of the Tin Can Sailors (en).
- 2005 Michael Walling, Blood Stained Sea.
- 2006 Vice amiral Joseph F. Callo, John Paul Jones.
- 2007 Ian W. Toll, Six Frigates: Epic History of Founding of the US Navy.
- 2008 George C. Daughan, If by Sea: Forging of the US Navy.
- 2009 James L. Nelson (en), George Washington's Secret Navy.
- 2010 James Scott, Attack on the USS Liberty.
- 2011 Robert Gandt (en), The Twilight Warriors.

## Source de la traduction
- (en) Cet article est partiellement ou en totalité issu de l’article de Wikipédia en anglais intitulé « Samuel Eliot Morison Award for Naval Literature » (voir la liste des auteurs).